# Przedświt (film)
Przedświt (tyt. oryg. Dita zë fill) – albańsko-grecki film fabularny z roku 2017 w reżyserii Gentiana Koçiego.

## Opis fabuły
Akcja filmu rozgrywa się współcześnie, w Tiranie. Młoda kobieta Leta nie ma z czego zapłacić za czynsz i zostaje eksmitowana z mieszkania, wraz ze swoim rocznym synem. Jedyną szansą na przetrwanie jest pomoc ciężko chorej Sofie. Ariana, córka Sofie, która planuje wyjazd do Francji, przyjmuje Letę do pracy w charakterze gosposi i pozwala jej zamieszkać w swoim domu. Aby utrzymać pracę i mieszkanie Leta musi zrobić wszystko, aby Sofie utrzymać jak najdłużej przy życiu. Leta w przeszłości pracowała jako pielęgniarka, ale została usunięta z pracy za przeprowadzenie eutanazji.
Przedświt jest debiutem pełnometrażowym reżysera Gentiana Koçiego. Premiera filmu odbyła się na Międzynarodowym Festiwalu Filmowym w Sarajewie, tam też Ornela Kapetani zdobyła nagrodę dla najlepszej aktorki. Film został wyselekcjonowany jako kandydat Albanii do nagrody Amerykańskiej Akademii Sztuki i Wiedzy Filmowej w kategorii filmu nieanglojęzycznego, ale nie uzyskał nominacji. Polska premiera filmu odbyła się 16 października 2017 w ramach Warszawskiego Festiwalu Filmowego.

## Obsada
- Ornela Kapetani jako Leta
- Suzana Prifti jako Sofie
- Hermes Kasimati jako syn Lety
- Adele Gjoka jako Ola
- Jonida Beqo jako Ariana
- Erjona Kakeli jako przyjaciółka Lety
- Zamira Kita jako niania
- Antoneta Ajazi jako sprzedawczyni
- Julinda Emiri jako policjantka
- Kasem Hoxha jako urzędnik pocztowy
- Kastriot Shehi jako szef policji
- Neritan Liçaj jako sąsiad
- Indrit Cobani jako urzędnik ambasady
- Gjergji Trola jako aptekarz
- Mimoza Zoto jako lekarka